# Deutsche Glastechnische Gesellschaft
Die Deutsche Glastechnische Gesellschaft e.V. (DGG) ist ein gemeinnütziger Verein mit Sitz in Offenbach am Main, welcher sich mit der Förderung des Wissensstandes auf dem Gebiet der Glasherstellung und -bearbeitung beschäftigt.

## Geschichte
Neben der bereits seit 1920 bestehenden Wärmetechnischen Beratungsstelle der Deutschen Glasindustrie (WBG), später Hüttentechnische Vereinigung der Deutschen Glasindustrie (HVG), gab es in der deutschen Glasindustrie das Bedürfnis nach einer wissenschaftlich orientierten Organisation.
Die Gründung der Deutschen Glastechnischen Gesellschaft wurde am 9. Juli 1922 von einer Kommission des Verbandes der Glasindustriellen beschlossen, um eine Vernetzung der Personen zu ermöglichen, welche sich mit glastechnischen Problemen auseinandersetzten. Aufgaben der Gesellschaft sollten der Ausbau des Wissensschatzes, das Organisieren von Tagungen sowie Fachausschüssen, Ausbau von Fachliteratur und die Pflege der Ausbildung sein. Im Jahre 1924 wurden die ersten drei Fachausschüsse gegründet, die erste Glastechnische Tagung abgehalten und Fachliteratur in Form der monatlich verlegten Zeitschrift „Glastechnische Berichte“ veröffentlicht. Mittlerweile zählt die DGG sechs Fachausschüsse.

### NS-Zeit
In der Zeit des Nationalsozialismus erfolgte der Beitritt der DGG zur RTA (Reichsgemeinschaft der technisch-wissenschaftlichen Arbeit) 1934. Nach Auflösung der RTA im Jahr 1938 und Überführung der RTA-Mitgliedsvereine in den NSBDT (Nationalsozialistischer Bund Deutscher Technik) sah der Vorstand und der Vorstandsrat die Voraussetzungen für die Eingliederung der DGG in den NSBDT nicht für gegeben, da eine Auflösung des Vereins durch einen starken Mitgliederverlust befürchtet wurde. Daher bat die DGG den Generalinspekteur Dr. Todt im Jahr 1938 zu prüfen, ob eine Eingliederung in Betracht kommt. Ob diese Prüfung stattgefunden hat, ist nicht bekannt.
Die DGG wurde erst während des Krieges im Jahr 1942 durch die Reichsleitung des Hauptamtes für Technik als Arbeitskreis des NS-Bundes Deutscher Technik eingereiht.
Die kriegsbedingt verminderte Aktivität der DGG kam 1944 ganz zum Erliegen.

### Nachkriegszeit
Nach Kriegsende konnte zunächst die technisch-wissenschaftliche Arbeit der HVG aufgrund einer Genehmigung der amerikanischen Militärregierung vom 5. Februar 1946 fortgesetzt werden. Die Leitung der HVG lag weiterhin in den Händen von Dr. Heinrich Maurach, der weder NSDAP-Mitglied noch Mitglied einer angeschlossenen Organisation gewesen war.
Die Genehmigungen zu den Wiederaufnahmen der Tätigkeiten der DGG und der HVG erfolgten am 12. Dezember 1947 durch das Hessische Staatsministerium für Wirtschaft und Verkehr.
1957 wurde das „Haus der Glastechnik“ in der Bockenheimer Landstraße im Frankfurter Westend als erste Geschäftsstelle eröffnet, welche sich im Besitz der HVG und der DGG befand. Zuvor waren die gemeinsamen Geschäftsstellen lediglich gemietet worden.
Seit 2003 ist der Sitz der Gesellschaft in der Siemensstraße in Offenbach am Main zu finden.
Beide Vereine, HVG und DGG, verfolgen ein gemeinsames Ziel: den Wissensstand zum Thema Glas und Glasherstellung permanent weiterzuentwickeln und sämtliche Einflussgrößen auf den Herstellungsprozess zu erforschen und zu optimieren.

## Profil
Die Deutsche Glastechnische Gesellschaft unterhält verschiedene Tätigkeitsbereiche. Es existieren Fachausschüsse, welche sich mit den ihnen zugeordneten Themenfeldern in der Glasherstellung und -verarbeitung beschäftigen.
Die aktuellen Fachausschüsse sind wie folgt betitelt:
- I. Physik und Chemie des Glases
- II. Glasschmelztechnologie
- III. GlasRecycling
- IV. Glasformgebungstechnologie und Qualitätssicherung
- V. Glasgeschichte und Glasgestaltung
- VI. Umweltschutz

Darüber hinaus gibt es weitere Arbeitskreise und -gruppen, welche sich mit spezifischen Themen auseinandersetzen.
Die DGG tagt jährlich an wechselnden Orten in Deutschland. Vereinzelt finden auch kooperative Jahrestagungen mit ausländischen Glasgesellschaften statt.
Die DGG ist Gründungsmitglied der Europäischen Glasgesellschaft (ESG) und der Internationalen Glasgesellschaft (ICG).

## Ehrungen und Preise
Die DGG verleiht für besondere Leistungen im glastechnischen Bereich verschiedene Ehrungen:
- Den Adolf-Dietzel-Industriepreis
- Den Goldenen Gehlhoff-Ring
- Die Otto-Schott-Denkmünze

Des Weiteren können Ehrenmitglieder ernannt werden.